# 怪人スワンプ・シング 影のヒーロー
『怪人スワンプ・シング/影のヒーロー』（かいじんスワンプ・シング かげのヒーロー、Swamp Thing）は、1982年のホラー映画。配給はインディペンデント映画会社のエンバシー・ピクチャーズ。監督・脚本はウェス・クレイヴン。一人の科学者が実験中の事故で怪人スワンプシングと化す物語である。
DCコミックスからリリースされたコミックス『スワンプシング』（作：レン・ヴァインとバーニー・ライトソンの実写版である。

## あらすじ
ルイジアナの沼地にて、アレック・ホランド博士は植物と動物の融合についての研究で成功していたが、ライバルであるアントン・アルケイン博士率いる準軍事組織に研究所を襲われて肉親のリンダを殺され、アレック自身も瀕死の重傷を負った。だが、アレックは火だるまになる前に研究していた血清を浴びて生き延びており、アリスを守るためにもスワンプシングとしてアーケインに立ち向かっていく。

## キャスト
- ルイ・ジュールダン：アントン・アルケイン博士
- エイドリアン・バーボー：アリス
- レイ・ワイズ：アレック・ホランド博士
- デヴィッド・ヘス：フェレント
- ニコラス・ワース：ブルーノ

## 制作
撮影はサウスカロライナ州 チャールストンと、同州ジョンズ・アイランドを中心に行われた。 

## 評価
評論家のジョン・ケネス・ミュアは、この映画には他のクレイヴンの作品とは異なる点が多々あるとした。
この作品でクレイヴンは、自分もアクションやスタントやスター俳優を扱って映画を作ることができることを大手ハリウッドスタジオに対して示そうとして、家族と社会の問題に焦点を当ててきた作風を抑えて純粋なエンタテインメントを作ろうとした 。
それでもなお、『鮮血の美学』（1972年）や『サランドラ』（1977年）などでキャラクターたちと風景に深い関連性を持たせたように、この映画からもクレイヴンが毎回用いるテーマとイメージが表れているとも評した。

## アメリカでのDVD発売時のトラブル
2000年8月にアメリカ合衆国でメトロ・ゴールドウィン・メイヤー（以下、MGM）がこの映画のDVDをリリースした。その際、MGMはDVDにアメリカの劇場公開版（91分）ではなく、PG指定では不適切なヌードシーンが含まれたインターナショナル版（93分）を誤って収録してしまった。2002年5月、ダラス在住の女性がレンタルビデオ店ブロックバスターでこのDVDを借り、子供と一緒に見てしまったことが報じられた。MGMはリコールに踏み切り、2005年8月に劇場公開版を収録したDVDをリリースした。